# Cluster (Kreatives Schreiben)

Cluster zum Thema Clustering

Das Cluster-Verfahren (auch Clustering) ist eine von Gabriele L. Rico entwickelte Methode des Kreativen Schreibens. Dabei werden Assoziationsketten notiert, die von einem Zentralwort ausgehen. Das Clustering ist ein Brainstorming-Verfahren.

## Grundlagen
Wie bei einer Mind Map nimmt man an, dass kreative Impulse aus dem Zusammenwirken von bildlichem und begrifflichem Denken entstehen. Erklärt wird dies aus der Funktionsweise des Gehirns, wonach die linke Hälfte für begriffliches, die rechte für bildliches Denken zuständig ist. Ziel der Methode ist es, beide Hirnhälften für den Schreibprozess zu nutzen.

## Grundregeln
1. Der Cluster beginnt mit dem Cluster-Kern: Ein einzelnes Wort oder eine Phrase wird in der Mitte eines Blattes notiert und ein Kreis um diesen Anfang gezogen.
2. Vom Kern ausgehend werden nun Assoziationen notiert. Jede Assoziation wird wieder umkreist und mit der vorangehenden Assoziation durch einen Strich verbunden.
3. Eine neue Assoziationskette setzt wieder beim Cluster-Kern an.
4. Jede Assoziation wird notiert. Eine Zensur findet nicht statt.

## Ziel
Anders als bei linearen Notizen entstehen nach einer gewissen Zeit aus den losen Assoziationsketten Verknüpfungen, erste Ideen für Verbindungen kommen auf. Dies ist der Übergang zum sogenannten Versuchsnetz (web of trial). In dieser Phase werden die Assoziationen in eine bestimmte Richtung weitergelenkt: Es entsteht so etwas wie ein Text auf Probe. Aus dieser aufblitzenden Idee entsteht irgendwann ein Schreibimpuls, den man unmittelbar umsetzt.
Clustering kann übrigens auch als Ideenfindungstechnik in einer Gruppe genutzt werden. Ein Kernwort wird auf einen Flipchart geschrieben, und die einzelnen Teilnehmenden bilden nun gemeinsam Assoziationsketten, d. h., sie lassen sich von den Wörtern der anderen anregen. Eine Person schreibt rasch auf – entsprechend dem Aufbau eines Clusters – was die Teilnehmenden rufen. So kommt viel Ideenmaterial zusammen, mit dem weitergearbeitet werden kann.